# 山雀行動
山雀行動（羅馬化：Operatsiia "Synytsia"）是烏克蘭國防部情報總局於2023年3月至2023年8月9日執行的一項行動，旨在將俄羅斯陸軍航空兵米-8直升機及其機組人員轉移到烏克蘭領土。而行動的細節和其行動代號「山雀」在稍後被烏克蘭國防部情報總局公開。
2023年8月23日，首次出現有關俄羅斯空軍米-8直升機的消息，該直升機由於當時不明原因降落在烏克蘭控制的領土上。
9月3日，烏克蘭國防部情報總局透過電視頻道播放了一段關於行動的簡短影片，揭示了有關行動的詳細信息，並表示飛行員獲得了50萬美元。
9月4日，烏克蘭國防部情報總局發佈一部完整的紀錄片，名為《被俘的俄羅斯飛行員》（Збиті льотчики росії），在其中透露了更多有關該行動的詳細信息。

## 背景
在山雀行動中投誠烏克蘭的人是隸屬俄羅斯陸軍航空兵第319獨立直升機團的飛行員馬克西姆·庫茲米諾夫。
根據馬克西姆·庫茲米諾夫所說，自俄羅斯全面入侵烏克蘭後，他開始尋找信息，通過分析和比較不同信息來源來了解正在發生的事情。
我早在2022年12月就決定不參與針對烏克蘭的罪惡戰爭。做出這樣的決定的動力是對正在發生一切的充分了解。我明白這場戰爭是一場殘酷的罪行，我並決定不會參與。在俄羅斯，我有自己的飛機，不錯的薪水，兩套公寓，幾乎還有養老金。現在這些對我來說都不重要。最重要的是不要與烏克蘭作戰。
庫茲米諾夫開始尋找擺脫困境的出路，2023年3月，他通過「我想活下去」頻道聯繫烏克蘭國防部情報總局的代表。從那時起，情報代表就不斷與庫茲米諾夫保持聯繫，尋找執行行動的合適時機。
我訂閱烏克蘭國防部情報總局社交媒體頁面，那裡有聯絡方式。我聯繫他們，我們開始秘密通信。烏克蘭特工並沒有強迫我做出決定，這是我自己的決定，沒有人強迫我。大約半年的時間，我們一直在計劃路線，思考如何更好地組織和確保安全，然後在2023年8月9日，一切都發生了。

## 過程
山雀行動用半年的時間策劃，其結果是成功令註冊編號62的米-8АМТШ直升機，於2023年8月9日飛越到由烏克蘭控制的領土。此直升機飛行員為28歲的馬克西姆·庫茲米諾夫，他在俄羅斯濱海邊疆區切爾尼戈夫卡機場服役。
庫茲米諾夫於8月9日下午4點30分從庫爾斯克機場起飛。他飛經舍貝基諾定居點上空時，他已經以無線電靜默模式下進行超低空飛行。在他越過邊境時，直升機被小型武器射擊。據庫茲米諾夫稱，他不知道是誰開槍，但猜測是俄軍所為。在襲擊中，庫茲米諾夫腿部受傷。最終，其飛離俄羅斯邊境20公里，降落在約定地點。
據庫茲米諾夫所說，直升機上有兩名不知就裏，也沒有帶上武器的機組人員。儘管庫茲米諾夫向他們解釋，但是他們還是感到驚恐，最終跑出直升機向烏俄邊界方向逃去。庫茲米諾夫表示對他們進一步的命運一無所知。
據烏克蘭國防部情報總局基里洛·布達諾夫稱，兩名機組人員在逃走中被殺。
烏克蘭國防部情報總局新聞發言人安德烈·尤索夫表示：「當烏克蘭正式呼籲俄羅斯人帶著裝備來到我們這邊的時候，這不是宣傳。這不是謊言。這是事實。我們親眼看到了這個計畫的實現。當然，為了確保這不是敵方的遊戲，也不是反制的遊戲，而是我們的行動和對方飛行員的真實意圖，為此採取了一系列非常多樣化的措施。」
據烏克蘭國防部情報總局的提供的影片表示，山雀行動與以色列摩薩德於1966年展開的「鑽石行動」有相似之處，該行動說服一名伊拉克飛行員竊取當時最先進的蘇聯米格-21戰鬥機。

## 結果

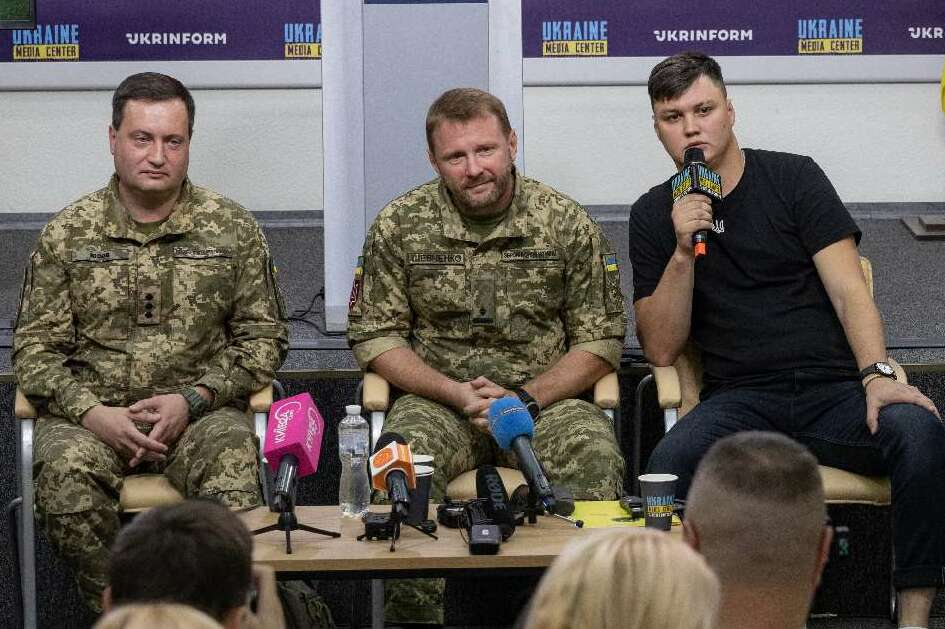
2023年9月9日，馬克西姆·庫茲米諾夫和烏克蘭情報部門代表安德烈·尤索夫於新聞發布會上進行演講。

在行動中繳獲的米-8AMTSh直升機（2016年生產）完好無損，烏克蘭在對其設備進行詳細研究後將加入烏克蘭空軍機隊。該直升機還運輸了蘇-30SM和蘇-35戰鬥機的零部件。
尤索夫表示，根據烏克蘭法律《關於對自願投誠烏克蘭武裝部隊、適合對侵略國作戰裝備的人員設立獎勵》，烏克蘭當局將向飛行員支付50萬美元獎金，並保證投誠者及其家人的安全，並給予他選擇他未來居住和工作地點的權利。他強調說：「現在馬克西姆是一個自由國家的自由人。他正在考慮加入烏克蘭國防軍並進一步反擊俄羅斯的侵略。但這將是他的決定——一個做出有意識選擇的人。」
布達諾夫表示，這次行動是「烏克蘭史上第一次成功的（策反）行動」，表示「這段時間沒有人這樣做過。我們希望現在能夠擴大規模」。

### 暗殺
2024年2月19日，叛逃的俄羅斯飛行员库兹米诺夫在西班牙阿利坎特省比利亞霍約薩市的一個地下停车场被射击杀害，其屍體被女友發現。《纽约时报》报道，库兹米诺夫在西班牙非常高调，经常去有俄语和乌克兰语观众的酒吧，开着昂贵的奔驰，也不特别躲藏，还给自己还住在俄罗斯境内的前女友发信息邀请她去拜访。一名西班牙调查人员称，凶案发生前几天，杀手们在另一个城市偷了一辆SUV，然後跟着库兹米诺夫乘车来到他家，在停车场等候。库兹米诺夫中了六枪，受伤后，库兹米诺夫跑了几步，然后就摔倒了，杀手们又用汽车从他身上碾压了好几次。《衛報》報導指，兇手用马卡洛夫手枪至少開了12槍。在白色海岸的埃爾坎佩略附近發現一輛完全被燒毀的汽車，被視為與事件有關，专家们花了一周的时间确定了汽车的品牌。西班牙警方最初認為這宗槍擊事件與幫派有關，其後才認为燒毀的汽車可能和庫茲米諾夫有關。此前，俄羅斯格魯烏官員在俄羅斯-1電視台表示，他們收到暗殺庫茲米諾夫的命令。西班牙报纸《El Periódico》刊登了马克西姆·库兹米诺夫叛逃一个半月后，于2023年9月22日在乌克兰获得的伪造证件照片，证件上的是33岁的「伊戈尔·舍甫琴科」，現實中的伊戈尔·舍甫琴科是一名于2014年去世的顿涅茨克民兵。報導指2023年10月库兹米诺夫凭该证件伪装成来自顿涅茨克的难民进入西班牙。
庫茲米諾夫死亡得到烏克蘭國防部情報總局發言人尤索夫的證實。乌克兰国家安全与国防委员会秘书阿列克西·丹尼洛夫透露，乌克兰方面曾邀请他留在乌克兰，并提供安全保证，但他还是决定离开烏克蘭，搬到西班牙，并指欧盟应加强警惕俄罗斯一再其境内实行的暗杀行为。乌克兰最高拉达国家安全、国防和情报委员会顾问伊万·斯图帕克说，虽然库兹米诺夫在抵达乌克兰时表达了他对基辅的热爱，宣称他想住在这里，更想在国防军服役，但库兹米诺夫最终改变了主意，他去了阳光明媚的西班牙，而且还邀请了他曾经的恋人到他的住处，与当地的俄罗斯和乌克兰的熟人讲述自己的故事，结果引来了杀身之祸。乌克兰国家安全与国防事务委员会认为，库兹米诺夫之死很大程度在于其生活方面上的不谨慎。
俄佔赫爾松官員弗拉基米爾·羅戈夫在Telegram評論指，聲稱庫茲米諾夫之死是由烏克蘭情報部門散佈，目的是偽造飛行員的死亡，「他們想要為這個叛徒創造一個新的身份，一張乾淨的履歷和一個新的名字。」

## 另見
- 我想活下去
- 鑽石行動